# Lissochelifer hygricus
Espèce
Synonymes
- Lophochelifer hygricus Murthy & Ananthakrishnan, 1977

Lissochelifer hygricus est une espèce de pseudoscorpions de la famille des Cheliferidae.

## Distribution
Cette espèce est endémique d'Inde. Elle se rencontre vers Valparai.

## Publication originale
- Murthy & Ananthakrishnan, 1977 : Indian Chelonethi. Oriental Insects Monographs, no 4, p. 1-210.